# Kevin Ceballo
 (avril 2024).
Kevin Ceballo, né le 12 octobre 1977 à New York, est un chanteur de salsa américain d'origine portoricaine.

## Biographie

### Enfance et études
Ses parents sont originaires de Porto Rico, qu'ils quittent pour Manhattan, où Kevin Ceballo est né. 
Avec ses parents adventistes du septième jour, Kevin Ceballo écoute et apprécie des chants gospel à l'église. Dans sa maison, la salsa et d'autres types de musique populaire sont tabous, mais cela ne l'empêche pas d'écouter et d'aimer la musique latine en secret. À l'adolescence, il se tourne vers sa passion, la musique.
Kévin Ceballo entre à la célèbre High School of Music à New York, se destinant au chant et à la comédie. En parallèle, il est choriste dans un groupe local de salsa.

### Début en groupe
Isidro Infante (es) le remarque alors qu'il chante dans ce groupe, et lui demande de devenir l'un de ses principaux chanteurs. Il accepte et chante sur le CD Licencia Para Engañar paru en 1998 (sur les titres El Pito et Para Tu Ausencia). Le CD inclus aussi Cuando Pienso En Ti composé par Kevin Ceballo. Kevin Ceballo fait ensuite une tournée mondiale avec Isidro Infante et son groupe.
La India, chanteuse portoricaine de salsa, demande à Kevin Ceballo de faire les chœurs sur CD Sobre el Fuego, nommé pour un Grammy Award.

### Carrière solo (depuis 2000)
En 2000, Kevin Ceballo entame une carrière solo.
Il est engagé par le label RMM qui recherche un nouvel artiste pour pallier le départ de Marc Anthony de leur label, car sa voix est très proche de celle de Marc Anthony.
Kevin Ceballo enregistre son premier CD, Mi Primer Amor sur lequel il a composé deux titres : Qué Clase de Hombre et Quiero Bailar. Son CD est devenu un hit dans les charts de musique latine. Kevin Ceballo a été nommé "Artiste de l'Année" aux Premios Lo Nuestro ainsi qu'aux "Univision Awards"
Le 20 octobre 2002, Kevin Ceballo est à l'affiche d'un concert gratuit à Washington dans le cadre du Festival de musique "Verizon", auquel participe également Celia Cruz.
Le 11 avril 2003, Kevin Ceballo chante avec Jimmy Bosch, au Copacabana Nightclub de New York. 
Cette année-là, il enregistre également l'ablbum Yo Soy Ese Hombre, produit par Isidro Infante. 
Il comprend Te Amaré Eternamente, une reprise salsa d'Angela Via (en), et un duo avec Frankie Negron enregistré en 2000. 
Toujours en 2003, il joue à Broadway un des rôles principaux de la comédie musicale The Look of Love, hommage à Burt Bacharach et Hal David.
Le 26 juin 2004, Kevin Ceballo est en tête d'affiche du "Fest Latino" à Patterson Park à Baltimore dans le Maryland.
En 2007 et 2008, il joue un des rôles principaux (l'infirmier) dans la comédie musicale Celia : The Musical, consacrée à Celia Cruz.

## Discographie

### Participations
- La contrabanda – Espacio Y Tiempo (featuring Kevin Ceballo)

## Liens
- Notices d'autorité :   - VIAF
  - ISNI
  - BnF (données)
  - LCCN
  - Espagne
  - WorldCat
- Ressources relatives à la musique :   - AllMusic
  - Billboard
  - Discogs
  - MusicBrainz
  - Muziekweb
  - Songkick